# Резолюции Совета Безопасности ООН 1501—1600
Это список резолюций Совета Безопасности ООН с 1501 по 1600, принятых в период с 26 августа 2003 г. по 4 мая 2005 г.
| Резолюция | Дата             | Голосование                                                               | Вопрос |
| --------- | ---------------- | ------------------------------------------------------------------------- | --- |
| 1501      | 26 августа 2003  | 15–0–0                                                                    | Уполномочивает многонациональные силы в восточной части Демократической Республики Конго оказывать помощь Миссии ООН в Демократической Республике Конго |
| 1502      | 26 августа 2003  | 15–0–0                                                                    | Защита персонала ООН и гуманитарного персонала в зонах конфликтов                                                                                       |
| 1503      | 28 августа 2003  | 15–0–0                                                                    | Разделяет обвинительные обязанности между Международными трибуналами по Руанде и бывшей Югославии                                                       |
| 1504      | 4 сентября 2003  | 15–0–0                                                                    | Назначает Карлу дель Понте обвинителем Международного трибунала по бывшей Югославии                                                                     |
| 1505      | 4 сентября 2003  | 15–0–0                                                                    | Назначает Хассана Бубакара Яллоу обвинителем Международного трибунала по Руанде                                                                         |
| 1506      | 12 сентября 2003 | 13–0–2 (воздержались: США, Франция)                                       | Снятие санкций против Ливии |
| 1507      | 12 сентября 2003 | 15–0–0                                                                    | Продлевает мандат Миссии ООН в Эфиопии и Эритрее |
| 1508      | 19 сентября 2003 | 15–0–0                                                                    | Продлевает мандат Миссии ООН в Сьерра-Леоне |
| 1509      | 19 сентября 2003 | 15–0–0                                                                    | Учреждает Миссию ООН в Либерии |
| 1510      | 13 октября 2003  | 15–0–0                                                                    | Расширяет и продлевает мандат Международных сил содействия безопасности в Афганистане                                                                   |
| 1511      | 16 октября 2003  | 15–0–0                                                                    | Уполномочивает многонациональные силы в Ираке вносить вклад в обеспечение безопасности                                                                  |
| 1512      | 27 октября 2003  | 15–0–0                                                                    | Увеличение числа временных судей в Международном трибунале по Руанде                                                                                    |
| 1513      | 28 октября 2003  | 15–0–0                                                                    | Продлевает мандат Миссии ООН по проведению референдума в Западной Сахаре                                                                                |
| 1514      | 13 ноября 2003   | 15–0–0                                                                    | Продлевает мандат Миссии ООН в Кот-д'Ивуаре |
| 1515      | 19 ноября 2003   | 15–0–0                                                                    | Одобряет план «Дорожная карта», предложенный ближневосточным квартетом в палестино-израильском конфликте                                                |
| 1516      | 20 ноября 2003   | 15–0–0                                                                    | Осуждает теракты в Стамбуле (Турция) |
| 1517      | 24 ноября 2003   | 15–0–0                                                                    | Продлён мандат Вооружённых сил ООН по поддержанию мира на Кипре                                                                                         |
| 1518      | 24 ноября 2003   | 15–0–0                                                                    | Создан комитет для отслеживания финансовых активов, вывезенных из Ирака лицами, связанными с Саддамом Хусейном                                          |
| 1519      | 16 декабря 2003  | 15–0–0                                                                    | Учреждена группа по наблюдению за расследованием нарушений эмбарго на поставки оружия в Сомали                                                          |
| 1520      | 22 декабря 2003  | 15–0–0                                                                    | Продлевает мандат Сил ООН по наблюдению за разъединением                                                                                                |
| 1521      | 22 декабря 2003  | 15–0–0                                                                    | Продлевает международные санкции против Либерии; учреждает комитет                                                                                      |
| 1522      | 15 января 2004   | 15–0–0                                                                    | Интеграция и реструктуризация вооружённых сил в Демократической Республике Конго                                                                        |
| 1523      | 30 января 2004   | 15–0–0                                                                    | Продлевает мандат Миссии ООН по проведению референдума в Западной Сахаре                                                                                |
| 1524      | 30 января 2004   | 15–0–0                                                                    | Продлён мандат Миссии ООН по наблюдению в Грузии |
| 1525      | 30 января 2004   | 15–0–0                                                                    | Продлён мандат Временных сил ООН в Ливане |
| 1526      | 30 января 2004   | 15–0–0                                                                    | Ужесточает санкции против «Аль-Каиды», «Талибана», Усамы бен Ладена и других группировок                                                                |
| 1527      | 4 февраля 2004   | 15–0–0                                                                    | Продлевает мандат Миссии ООН в Кот-д'Ивуаре |
| 1528      | 27 февраля 2004  | 15–0–0                                                                    | Учреждает Операцию ООН в Кот-д'Ивуаре |
| 1529      | 29 февраля 2004  | 15–0–0                                                                    | Направляет международные силы на Гаити после восстания на Гаити                                                                                         |
| 1530      | 11 марта 2004    | 15–0–0                                                                    | Осуждает теракты в Мадриде (Испания) |
| 1531      | 12 марта 2004    | 15–0–0                                                                    | Продлевает мандат Миссии ООН в Эфиопии и Эритрее |
| 1532      | 12 марта 2004    | 15–0–0                                                                    | Замораживает активы президента Либерии Чарльза Тейлора и его сообщников                                                                                 |
| 1533      | 12 марта 2004    | 15–0–0                                                                    | Усиливает эмбарго на поставки оружия вооружённым группам на востоке Демократической Республики Конго                                                    |
| 1534      | 26 марта 2004    | 15–0–0                                                                    | Призывает Международные трибуналы по Руанде и бывшей Югославии завершить судебные процессы к 2008 году                                                  |
| 1535      | 26 марта 2004    | 15–0–0                                                                    | Реструктурирует Контртеррористический комитет |
| 1536      | 26 марта 2004    | 15–0–0                                                                    | Продлён мандат Миссии ООН по содействию Афганистану |
| 1537      | 30 марта 2004    | 15–0–0                                                                    | Продлевает мандат Миссии ООН в Сьерра-Леоне |
| 1538      | 21 апреля 2004   | 15–0–0                                                                    | Расследование управления иракской программой «Нефть в обмен на продовольствие»                                                                          |
| 1539      | 22 апреля 2004   | 15–0–0                                                                    | Осуждает вербовку детей-солдат; призывает к мониторингу их использования                                                                                |
| 1540      | 28 апреля 2004   | 15–0–0                                                                    | Призывает государства предотвратить распространение ядерного, химического или биологического оружия                                                     |
| 1541      | 29 апреля 2004   | 15–0–0                                                                    | Продлевает мандат Миссии ООН по проведению референдума в Западной Сахаре                                                                                |
| 1542      | 30 апреля 2004   | 15–0–0                                                                    | Учреждает Миссию ООН по стабилизации на Гаити |
| 1543      | 14 мая 2004      | 15–0–0                                                                    | Продлевает мандат Миссии ООН по поддержке Восточного Тимора                                                                                             |
| 1544      | 19 мая 2004      | 14–0–1 (воздержались: США)                                                | Призывает Израиль прекратить снос палестинских домов |
| 1545      | 21 мая 2004      | 15–0–0                                                                    | Учреждает Операцию ООН в Бурунди |
| 1546      | 8 июня 2004      | 15–0–0                                                                    | Одобряет временное правительство в Ираке |
| 1547      | 11 июня 2004     | 15–0–0                                                                    | Учреждает Передовую миссию ООН в Судане |
| 1548      | 11 июня 2004     | 15–0–0                                                                    | Продлён мандат Вооружённых сил ООН по поддержанию мира на Кипре                                                                                         |
| 1549      | 17 июня 2004     | 15–0–0                                                                    | Восстанавливает группу наблюдения за санкциями в отношении Либерии                                                                                      |
| 1550      | 29 июня 2004     | 15–0–0                                                                    | Продлевает мандат Сил ООН по наблюдению за разъединением                                                                                                |
| 1551      | 9 июля 2004      | 15–0–0                                                                    | Продлевает мандат Сил по стабилизации в Боснии и Герцеговине                                                                                            |
| 1552      | 27 июля 2004     | 15–0–0                                                                    | Продлевает эмбарго на поставки оружия в Демократическую Республику Конго                                                                                |
| 1553      | 29 июля 2004     | 15–0–0                                                                    | Продлён мандат Временных сил ООН в Ливане |
| 1554      | 29 июля 2004     | 15–0–0                                                                    | Продлён мандат Миссии ООН по наблюдению в Грузии |
| 1555      | 29 июля 2004     | 15–0–0                                                                    | Продлевает мандат Миссии ООН в Демократической Республике Конго                                                                                         |
| 1556      | 30 июля 2004     | 13–0–2 (воздержались: Китай, Пакистан)                                    | Требует от Судана разоружить боевиков «Джанджавид» в Дарфуре                                                                                            |
| 1557      | 12 августа 2004  | 15–0–0                                                                    | Продлевает мандат Миссии ООН по содействию Ираку |
| 1558      | 17 августа 2004  | 15–0–0                                                                    | Восстанавливает групповой мониторинг эмбарго на поставки оружия в Сомали                                                                                |
| 1559      | 2 сентября 2004  | 9–0–6 (воздержались: Алжир, Бразилия, Китай, Пакистан, Россия, Филиппины) | Поддерживает выборы в Ливане; призывает к выводу иностранных войск                                                                                      |
| 1560      | 14 сентября 2004 | 15–0–0                                                                    | Продлевает мандат Миссии ООН в Эфиопии и Эритрее |
| 1561      | 17 сентября 2004 | 15–0–0                                                                    | Продлевает мандат Миссии ООН в Либерии |
| 1562      | 17 сентября 2004 | 15–0–0                                                                    | Продлевает мандат Миссии ООН в Сьерра-Леоне |
| 1563      | 17 сентября 2004 | 15–0–0                                                                    | Продлевает полномочия Международных сил содействия безопасности в Афганистане                                                                           |
| 1564      | 18 сентября 2004 | 11–0–4 (воздержались: Алжир, Китай, Пакистан, Россия)                     | Угрожает санкциями против Судана; начинает расследование нарушений прав человека в Дарфуре                                                              |
| 1565      | 1 октября 2004   | 15–0–0                                                                    | Расширяет и укрепляет Миссию ООН в Демократической Республике Конго                                                                                     |
| 1566      | 8 октября 2004   | 15–0–0                                                                    | Международное сотрудничество против терроризма |
| 1567      | 14 октября 2004  | 15–0–0                                                                    | Выдвижение кандидатов в судьи Международного трибунала по бывшей Югославии                                                                              |
| 1568      | 22 октября 2004  | 15–0–0                                                                    | Продлён мандат Вооружённых сил ООН по поддержанию мира на Кипре                                                                                         |
| 1569      | 26 октября 2004  | 15–0–0                                                                    | Решает провести двухдневное совещание по Дарфурскому конфликту в Найроби (Кения)                                                                        |
| 1570      | 28 октября 2004  | 15–0–0                                                                    | Продлевает мандат Миссии ООН по проведению референдума в Западной Сахаре                                                                                |
| 1571      | 4 ноября 2004    | Принята без голосования                                                   | Выборы и вакансия в Международном Суде ООН |
| 1572      | 15 ноября 2004   | 15–0–0                                                                    | Вводит санкции против Кот-д'Ивуара |
| 1573      | 16 ноября 2004   | 15–0–0                                                                    | Продлевает мандат Миссии ООН по поддержке Восточного Тимора                                                                                             |
| 1574      | 19 ноября 2004   | 15–0–0                                                                    | Продлевает мандат Передовой миссии ООН в Судане; Найвашское соглашение                                                                                  |
| 1575      | 22 ноября 2004   | 15–0–0                                                                    | Заключение о Силах по стабилизации в Боснии и Герцеговине; роль EUFOR Алтея                                                                             |
| 1576      | 29 ноября 2004   | 15–0–0                                                                    | Продлевает мандат Миссии ООН по стабилизации в Гаити |
| 1577      | 1 декабря 2004   | 15–0–0                                                                    | Продлевает мандат Операции ООН в Бурунди |
| 1578      | 15 декабря 2004  | 15–0–0                                                                    | Продлевает мандат Сил ООН по наблюдению за разъединением                                                                                                |
| 1579      | 21 декабря 2004  | 15–0–0                                                                    | Возобновляет санкции против Либерии; восстанавливает санкции экспертной группы по мониторингу                                                           |
| 1580      | 22 декабря 2004  | 15–0–0                                                                    | Продлевает мандат Отделения ООН по поддержке миростроительства в Гвинее-Бисау                                                                           |
| 1581      | 18 января 2005   | 15–0–0                                                                    | Продлевает срок полномочий временных судей Международного трибунала по бывшей Югославии                                                                 |
| 1582      | 28 января 2005   | 15–0–0                                                                    | Продлён мандат Миссии ООН по наблюдению в Грузии |
| 1583      | 28 января 2005   | 15–0–0                                                                    | Продлевает мандат Временных сил ООН в Ливане; осуждает насилие вдоль «голубой линии»                                                                    |
| 1584      | 1 февраля 2005   | 15–0–0                                                                    | Усиливает эмбарго на поставки оружия в Кот-д'Ивуар |
| 1585      | 10 марта 2005    | 15–0–0                                                                    | Продлевает мандат Передовой миссии ООН в Судане |
| 1586      | 14 марта 2005    | 15–0–0                                                                    | Продлевает мандат Миссии ООН в Эфиопии и Эритрее |
| 1587      | 15 марта 2005    | 15–0–0                                                                    | Восстанавливает группу по наблюдению за эмбарго на поставки оружия в Сомали                                                                             |
| 1588      | 17 марта 2005    | 15–0–0                                                                    | Продлевает мандат Передовой миссии ООН в Судане |
| 1589      | 24 марта 2005    | 15–0–0                                                                    | Продлён мандат Миссии ООН по содействию Афганистану |
| 1590      | 24 марта 2005    | 15–0–0                                                                    | Учреждает Миссию ООН в Судане |
| 1591      | 27 марта 2005    | 12–0–3 (воздержались: Алжир, Китай, Россия)                               | Вводит санкции против сторон, «препятствующих мирному процессу» в Дарфуре                                                                               |
| 1592      | 30 марта 2005    | 15–0–0                                                                    | Продлевает мандат Миссии ООН в Демократической Республике Конго                                                                                         |
| 1593      | 31 марта 2005    | 11–0-4 (воздержались: Алжир, Бразилия, Китай, США)                        | Передаёт Дарфурский конфликт в Международный уголовный суд                                                                                              |
| 1594      | 4 апреля 2005    | 15–0–0                                                                    | Продлевает мандат Операции ООН в Кот-д'Ивуаре |
| 1595      | 7 апреля 2005    | 15–0–0                                                                    | Начато международное расследование убийства бывшего премьер-министра Ливана Рафика Харири                                                               |
| 1596      | 18 апреля 2005   | 15–0–0                                                                    | Расширяет эмбарго на поставки оружия в Демократическую Республику Конго                                                                                 |
| 1597      | 20 апреля 2005   | 15–0–0                                                                    | Позволяет переизбирать временных судей Международного трибунала по бывшей Югославии                                                                     |
| 1598      | 28 апреля 2005   | 15–0–0                                                                    | Продлевает мандат Миссии ООН по проведению референдума в Западной Сахаре                                                                                |
| 1599      | 28 апреля 2005   | 15–0–0                                                                    | Учреждает Отделение ООН в Восточном Тиморе |
| 1600      | 4 мая 2005       | 15–0–0                                                                    | Продлевает мандат Операции ООН в Кот-д'Ивуаре |